# LRP3
La proteína relacionada con el receptor de lipoproteínas de baja densidad 3 (también conocida como LRP3) es una proteína que en humanos está codificada por el gen LRP3. Dicha proteína pertenece a la familia de receptores de LDL "low-density lipoprotein receptors", proteínas receptoras de membrana que transportan lípidos y están involucradas en la regulación sináptica y migración neuronal.
La familia de los receptores lipoproteicos de baja densidad (LDL) constituye un grupo de proteínas al cual pertenecen, entre otras la LRP3, la LRP8 o la LRP10. Este grupo de proteínas receptoras está envuelto en múltiples procesos bioquímicos, participa no solo en la endocitosis y en la transducción de señales pero también en el procesamiento de la proteína precursora amiloide (APP, una proteína integral de membrana que se expresa en múltiples tejidos y está concentrada en las sinapsis neuronales) y en la secreción de beta amiloide, ambas relacionadas con el Alzheimer.
La LRP3 se trata de un receptor en el que puede unirse una proteína llamada apoE, hecho que le permite modular la expresión APP ("amyloid precursor proteïn") y por ende, controlar los niveles de beta amiloide, principal componente de las placas seniles, promotoras del Alzheimer, que es una enfermedad neurodegenerativa común asociada a demencia progresiva caracterizada por la acumulación de beta amiloide (Aβ) en placas extracelulares y por enredos proteicos intracelulares hiperfosforilados en el cerebro.

## Estructura

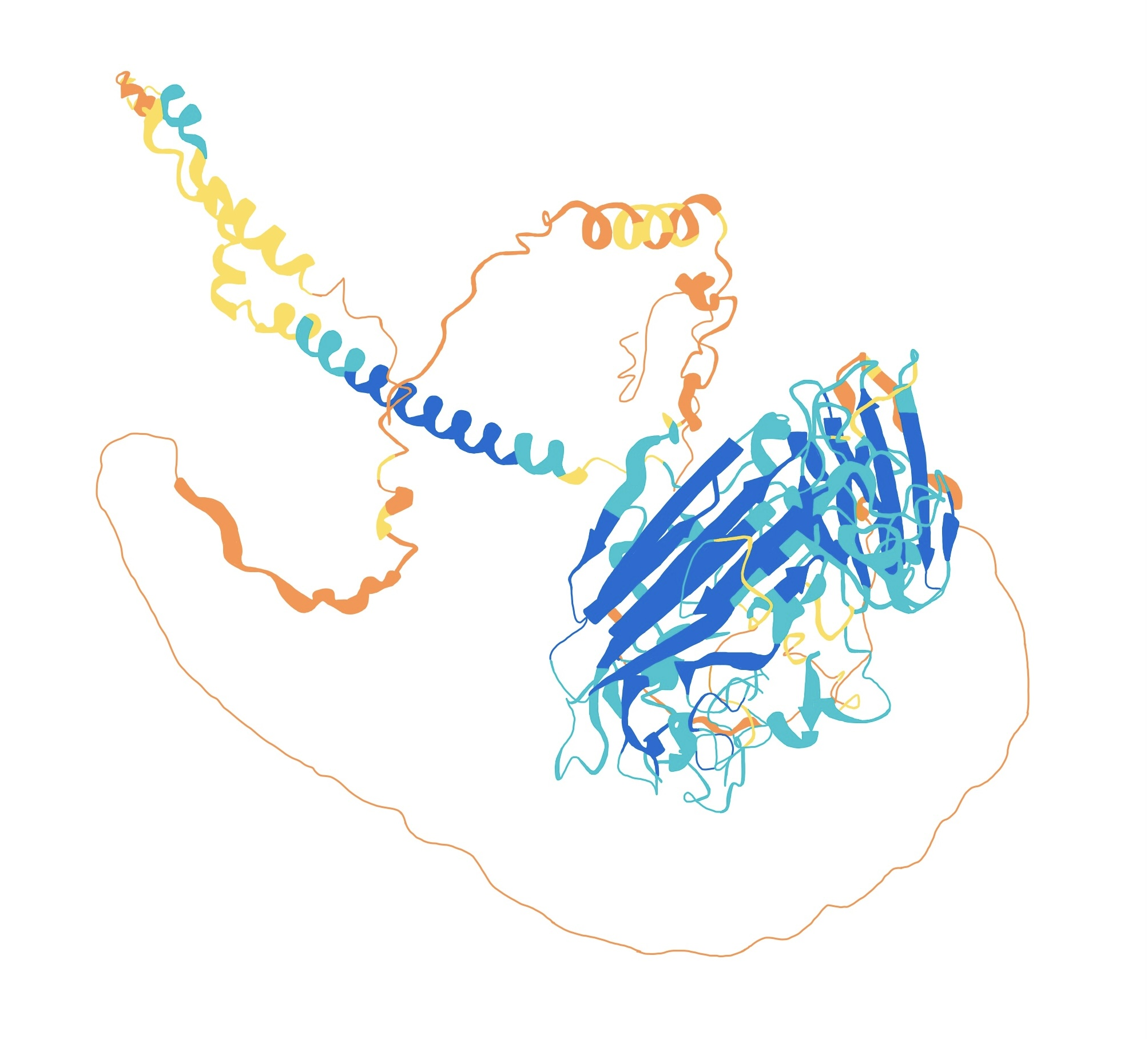
Imagen de la proteína LRP3

La estructura de la proteína LRP3 actualmente no es un concepto claro ni tiene una descripción completa. Esta dificultad se encuentra en todas las proteínas de esta familia, las LDL (low density lipoprotein).
Las lipoproteínas de baja densidad (LDL), son las principales transportadoras de colesterol y su función fisiológica es transportar el colesterol al interior de las células. En el proceso de aterogénesis estas partículas se modifican y se acumulan en la pared arterial. La dificultad para describirlas estructuralmente se debe a su tamaño y complejidad. Sin embargo, aunque ninguno de los modelos propuestos de LDL se basa en una reconstrucción tridimensional real (3D), ya se han sugerido varios modelos que se basan en la microscopía electrónica de muestras teñidas negativamente, en los rayos X de ángulo pequeño y en la dispersión de neutrones. Estos modelos y todos los estudios que implican permiten conocer algunas características de estas proteínas:
- Tienen un diámetro medio de 22 nm.
- El núcleo consta de unas 170 moléculas de triglicéridos (TG) y 1600 moléculas de éster de colesterol (CE).
- La monocapa superficial comprende alrededor de 700 moléculas de fosfolípidos y una sola copia de apoB-100 (un tipo de apolipoproteína).
- Contienen alrededor de 600 moléculas de colesterol no esterificado (UC), de las cuales aproximadamente un tercio se encuentra en el núcleo y dos tercios en la superficie.
- Algunas moléculas de TG y CE penetran hacia la superficie.
- Los principales componentes fosfolipídicos son la fosfatidilcolina (PC) (450 moléculas de LDL/partícula) y la esfingomielina (SM) (185 moléculas de LDL/partícula).
- También contienen lisofosfatidilcolina (lyso-PC) (de 80 moléculas de LDL/partícula), fosfatidiletanolamina (PE) (de 10 moléculas de LDL/partícula), diacilglicerol (DAG) (alrededor de 7 moléculas de LDL/partícula), ceramida (CER) (2 moléculas de LDL/partícula) y algo de fosfatidilinositol.
- Además de los lípidos, las partículas de LDL también contienen antioxidantes lipofílicos, como el K-tocoferol (6 moléculas/partícula de LDL) y pequeñas cantidades de Q-tocoferol, carotenoides, oxicarotenoides y ubiquinol-10.
- Se encuentran en un estado dinámico, siendo su estructura y propiedades físicas dependientes de su composición lipídica, así como de la conformación de la apoB-100.[5]

## Antecedentes
La función de la LRP3 se relaciona con la enfermedad de Alzheimer: la LRP3 disminuye los primeros estadios de la degeneración y de comienzos de la demencia (se ha comprobado que en pacientes con Alzheimer, al comienzo de la neurodegeneración, los niveles de la LRP3 se encuentran disminuidos).
La enfermedad de Alzheimer se trata de una enfermedad neurodegenerativa y es la causa más común de demencia. Dicha enfermedad es dada por dos factores: la progresión de las placas y los enredos.
En la membrana celular de una neurona encontramos la proteína precursora amiloide (APP). Un extremo de la APP se encuentra dentro de la célula mientras que el otro extremo afuera. Dicha proteína permite que la neurona crezca y se repare después de una lesión. Cuando la proteína deja de ser útil y debe ser degradada y reciclada, es cortada por una enzima llamada alfa secretasa y su compañera, gamma secretasa. El péptido resultante es soluble y desaparece. 
Si en lugar de la alfa secretasa, actúa la beta secretasa junto a la gamma secretasa, la proteína es cortada por un lugar diferente resultando en un péptido no soluble llamado beta amiloide. 
Estos monómeros tienden a agregarse fuera de las neuronas y forman lo que se llaman placas de beta amiloide, las cuales pueden interferir con la transmisión de señales entre neuronas.
La placa amiloide también puede depositarse alrededor de los vasos sanguíneos en el cerebro, lo que se denomina angiopatía amiloide, lo que debilita las paredes de los vasos sanguíneos y aumenta el riesgo de hemorragia o ruptura y pérdida de sangre. 
Además, estas placas de beta amiloide activan la acción de la quinasa, una enzima que transfiere grupos fosfato a la proteína Tau (proteína que mantienen la estructura de los microtúbulos de los citoesqueletos de las neuronas) quien cambiará de forma, dejará de sostener los microtúbulos y se agrupará con otras proteínas Tau formando enredos neurofibrilares. En consecuencia, las neuronas con enredos, no pueden enviar señales de forma correcta y terminan sufriendo apoptosis. Dicho de otra manera: los agregados de Tau obstruyen la señalización neuronal provocando la muerte programada de las neuronas y, por tanto, la degeneración neuronal del paciente.
Asimismo, la LRP3 disminuye los niveles de la proteína APP, de modo que cuanto menos APP tenemos en la membrana celular, menos probabilidad tendrá la formación de las placas de amiloide y consiguientemente la modificación de Tau que podría resultar en enredos neurofibrilares, factores ampliamente relacionados con la neurodegeneración en la enfermedad de Alzheimer.

## Función
El mecanismo por el cual la LRP3 es capaz de influir sobre la cantidad de APP es por endocitosis: la LRP3 favorece que la célula vuelva a absorber las proteínas APP y las endocite para acabar degradándolas mediante autofagia. 
- Varios ligandos de LRP, como apoE, lactoferrina y α2M, se unen a Aβ y participan en su eliminación y degradación a través de LRP. En el caso del apoE, este forma un complejo con Aβ y, a partir de entonces, se somete a endocitosis a través de la LRP (receptor endocítico de la superficie de la célula), lo que evita la acumulación de amiloide.
- Además se ha demostrado que el ligando α2M es capaz de atenuar la formación de Aβ fibrilar y su toxicidad en relación con las neuronas. Por este motivo, en pacientes con una expresión disminuida de LRP, la muerte de neuronas sugiere que el papel protector de α2M depende de LRP. Lo mismo ocurre con la lactoferrina.
- La LRP puede formar complejos extracelulares con las formas de APP que contienen el dominio inhibidor de la proteasa de Kunitz (KPI).[6]

A pesar de que todavía no está clara la forma con la que los ligandos eliminan la Aβ, la LRP parece ser la vía común mediante la cual los ligandos regulan la degradación de Aβ.
La presenilina, otra proteína asociada al Alzheimer, también puede afectar la expresión de LRP: se ha comprobado que los niveles de LRP disminuyen tanto en ratones transgénicos con presenilina como en células transfectadas con presenilina. Este hecho podría sugerir que la presenilina puede influir indirectamente en la eliminación de Aβ a través de la LRP. 
Asimismo, conociendo la capacidad de la LRP para eliminar el complejo ligando - Aβ y teniendo en cuenta que los niveles de LRP disminuyen con la edad y por la presencia de presenilina deducimos que tanto la vejez como la presencia de presenilina son factores que pueden contribuir en la aparición o agravación del Alzheimer.
El gen más común de riesgo asociado con la enfermedad de Alzheimer de inicio tardío es un gen de riesgo llamado apoliproteína E (APOE). En concreto se trata del alelo 4 del gen de la apolipoproteína (APOE e4). De modo que si un individuo recibe los dos alelos, la probabilidad de padecer Alzheimer se ve evidentemente aumentada.
La APOE puede tener diferentes formas
- APOE e2: es la menos común, reduce el riesgo de padecer Alzheimer
- APOE e3: es la más común, no influye en el riesgo a padecer Alzheimer
- APOE e4: algo más común que e2, aumenta el riesgo de padecer alzheimer y se asocia con la aparición de la enfermedad a una edad más temprana. De un 15 al 25% de la población lleva un alelo APOE e4.

Estos datos son respaldados por estudios genéticos en los que se ha identificado el gen LRP como un locus de susceptibilidad importante para la enfermedad del Alzheimer; sin embargo, es importante resaltar que en la actualidad aún no está claro como los polimorfismos de LRP contribuyen en la aparición o progresión de la enfermedad.

## Estudios
Un estudio de 2020 concluye que la relación de la activación del (NOD)-Like receptor protein 3 (NLRP3) inflamosoma resulta en la neura-inflamación. Esto significa que este desempeña un papel crucial en la pathogenesis de la enfermedad de Alzheimer, y que por lo tanto constituye una diana terapéutica para el tratamiento de la misma.
Otro estudio de 2021 por Cuchillo-Ibáñez et al con el apoyo de múltiples instituciones de excelencia, entre otras el Instituto de Neuropatología del Hospital Universitario Bellvitge en Barcelona, está en la base de las siguientes conclusiones:
- La ApoER2 tiene la capacidad de regular la expresión de la LRP3
- La LRP3 reduce el nivel de algunas proteínas APP incluso péptidos Aβ.

- Se ha identificado que la sobreexpresión de ApoER2 aumenta la expresión de LRP3.
- En pacientes con Alzheimer, los niveles de proteína y ARNm de LRP3 son más bajos que en individuos de mediana edad.
- La transfección de LRP3 en células CHO-PS70 induce una disminución de los niveles de APP, así como los péptidos Aβ.
- El inhibidor de la función lisosomal y por tanto de autofagia, la cloroquina, aumenta significativamente los niveles de APP.